# Tosin Oke
Tosin Oke (ur. 1 października 1980 w Londynie) – brytyjski lekkoatleta, trójskoczek, od 2009 reprezentujący Nigerię.
Jego pierwszym międzynarodowym osiągnięciem był złoty medal mistrzostw Europy juniorów (Ryga 1999). Srebro i brąz zdobyli na tej imprezie późniejsi medaliści igrzysk olimpijskich i mistrzostw świata – Szwed Christian Olsson oraz Rumun Marian Oprea. W kategorii seniorów życiowym osiągnięciami Oke są złote medale mistrzostw Afryki (Nairobi 2010), wygrana na igrzyskach Wspólnoty Narodów (Nowe Delhi 2010), zwycięstwo w igrzyskach afrykańskich (Maputo 2011) oraz kolejne złoto mistrzostw Afryki (Porto-Novo 2012). Siódmy zawodnik igrzysk olimpijskich (Londyn 2012). W 2014 zdobył srebro na igrzyskach Wspólnoty Narodów w Glasgow oraz srebro afrykańskich mistrzostw w Marrakeszu. Złoty medalista igrzysk afrykańskich w Brazzaville (2015). Szósty zawodnik halowych mistrzostw świata z 2016. W tym samym roku zdobył swoje trzecie złoto mistrzostw Afryki.

## Rekordy życiowe
- trójskok (stadion) – 17,23 (2012)
- trójskok (hala) – 16,89 (2010)